# Amerikanska flygekorrar
Amerikanska flygekorrar (Glaucomys) är ett släkte av flygekorrar med två arter som förekommer i Nord- och Centralamerika.
Arterna är:
- Glaucomys volans ( Linnaeus 1758), södra Kanada, östra USA, Mexiko, Guatemala, El Salvador, Honduras
- Glaucomys sabrinus ( Shaw 1801), Alaska, Kanada, norra och västra USA

## Kännetecken
Kroppslängden ligger mellan 22 och 36 cm och svansen är 9 till 18 cm lång. G. volans är mindre än G. sabrinus. Pälsen är på ovansidan grå till ljusbrun och på buken vitaktig. För övrigt är pälsfärgen mycket variabel. I utseende liknar de den eurasiska flygekorren. Den största skillnaden mellan arterna är svansens längd. Hos G. sabrinus är den ungefär lika lång som övriga kroppen och hos G. volans i jämförelse betydligt mindre.

## Levnadssätt

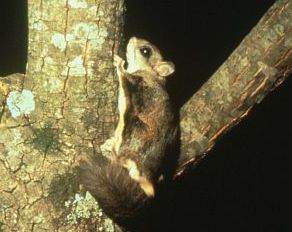
Glaucomys sabrinus

Amerikanska flygekorrar lever i skogar och är aktiva på natten. Den nordliga arten vistas nästan uteslutande i barrskogar, den sydliga förekommer i barrskogar, blandskogar och regnskogar. G. volans gömmer sig vanligen i hål som skapades av hackspettar och bara i undantagsfall bygger den egna bon. Däremot bygger den nordliga arten varje sommar sitt bo som förankras mellan kvistarna. Boet har en diameter på 30 till 40 cm. Det skapas av söndersliten bark, torra blad, mossa, hår, fjädrar och andra material.
Dessa flygekorrar är mer än sina eurasiska släktingar kulturföljare. På vintern söker de ofta skydd på takvåningar, i ladugårdar eller i fågelholk (dessa används inte för att uppföda ungar). Trots allt är de sällsynta då de är aktiva på natten. Arterna håller ingen vinterdvala men huvudsakligen den sydliga arten är mindre rörlig vid kyligt väder.
Från en trädtopp som ligger 18 meter över marken kan de glidflyga över en 50 meter lång sträcka. Födan utgörs av ekollon, frukter, kvistar, svampar, lav och bär. Ibland kompletteras födan med insekter och andra smådjur. Vid bra utbud under hösten kan de skapa förråd för vintern.
Amerikanska flygekorrar lever socialt. Under vintern hittas ibland upp till femtio individer i samma gömställe. I motsats till eurasisk flygekorre bildas gruppen av bägge kön. Honans dräktighet varar i ungefär 40 dagar och sedan föds två till tre ungar. Den nordliga arten har bara en kull per år men den sydliga kan ha två kullar.

## Hot och skyddsåtgärder
Allmänt är amerikanska flygekorrar inte hotade. Å andra sidan listar IUCN tre underarter av den nordliga arten i den röda listan.
- Glaucomys sabrinus coloratus, lever i Appalacherna i regioner över 1 500 meter över havet, listas som sårbar, hotet utgörs av skogens avverkning.
- Glaucomys sabrinus fuscus, förekommer i samma region, listas likaså som sårbar.
- Glaucomys sabrinus griseifrons, är endemisk på Prince of Wales Island som tillhör Alaska, räknas som starkt hotad.